# Vârșii Mici, Alba
Vârșii Mici este un sat în comuna Bistra din județul Alba, Transilvania, România.